# Četník a mimozemšťané
Četník a mimozemšťané je francouzský komediální film z roku 1979, pátý díl série francouzských filmů o četnících. Na rozdíl od ostatních filmů o četnících jde o parodii na vědecko-fantastické téma.

## Děj
Nyní do přímořského slunného letoviska zavítají mimozemšťané. Přicházejí s přátelským posláním – studovat lidské mravy a zvyky. Avšak i když se to snaží vysvětlit Cruchotovi, ten je vůbec neposlouchá a považuje je za nepřátele. Po zjištění, jak se pozná mimozemšťan – pije olej a duní, když se na něj zaklepe – se strážníci rozhodnou jednoho chytit, aby dokázali jejich existenci. Poté, co plukovníkovi předloží rezavou kostru mimozemšťana, tak strážníkům povoluje, aby se dali do chytání dalších takových. Problém však vězí v tom, že mimozemšťané na sebe mohou vzít podobu jakéhokoli člověka, tedy i četníka, plukovníka atd.

## Výroba a realizace

### Geneze a vývoj
Film Četník ve výslužbě zaznamenal v roce 1970, kdy byl uveden do kin, divácký úspěch, stejně jako předchozí filmy o četníkovi ze Saint-Tropez, které vynesly herce Louise de Funèse na vrchol slávy a na pozici kasovního šampiona. Pátý film s názvem Le Gendarme à l’exercice podle scénáře Richarda Balducciho byl plánován na rok 1975, ale nikdy nespatřil světlo světa kvůli dvěma infarktům, které Louis de Funès utrpěl v březnu a dubnu 1975. Zdravotní problémy ho donutily zdržovat se mimo natáčení, zatímco jeho poslední film Dobrodružství rabína Jákoba (1973) byl uměleckým i komerčním triumfem. V kinech se znovu objevil až v roce 1976 ve filmu Clauda Zidiho Křidýlko nebo stehýnko kde diváci zjistili, že kvůli drastické dietě zeštíhlel, zestárl a zeslábl. Nicméně veřejnost jeho návrat ocenila, což vedlo k velmi dobrým výsledkům v pokladnách kin. Následující rok hrál ve filmu Jeden hot a druhý čehý stejného režiséra, který byl méně úspěšný.
V září 1977 se Louis de Funès svěřil producentovi Gérardu Beytoutovi ze Société Nouvelle de Cinématographie se svou touhou natočit nový film o četníkovi ze Saint-Tropez: „Milý Gérarde, nebyl by to tak bláznivý nápad natočit četníka, ale potřebovali bychom scénář.“ Následující měsíc požádal scenáristu Jacquese Vilfrida, aby se pustil do psaní projektu. V té době se po čtyřech filmech natočených poměrně krátce po sobě už více než sedm let žádný Četník nenatočil a zdálo se, že série definitivně skončila. Herec však ke své postavě Ludovica Cruchota a k seriálu zůstal velmi připoután, a věděl, že stejně tak k němu přilnula i veřejnost, protože televizní reprízy filmů o četnících byly vždy hojně sledované.
Na konci 70. let byla v kinech v módě sci-fi, zejména díky úspěchu Hvězdných válek. Téma mimozemšťanů vtrhlo na obrazovky například s filmy Kočka z vesmíru, Muž odjinud a v televizi se seriálem Vetřelci. Louis de Funès, na kterého zapůsobily speciální efekty ve filmu Stevena Spielberga Blízká setkání třetího druhu, se rozhodl, že zápletkou dalšího filmu o četnících bude setkání mimozemšťanů s četnickou brigádou v Saint-Tropez. Projekt byl zahájen. Německý distributor je informován, že se natáčí nový film, a okamžitě složí zálohu ve výši jedné miliardy starých franků společnosti SNC.
Louis de Funès sní o létajícím talíři, který by byl stejně velkolepý a děsivý jako ten z filmu Blízká setkání třetího druhu. Jeho stavbou byla pověřena firma Matra, která se specializuje na letectví, kosmonautiku a automobilový průmysl a která tuto výzvu přijala pro zábavu. Na stavbu dohlížel „odborník“ na UFO, který byl spojen s GEIPANem a tvrdil, že už nějaké pozoroval, takže letadlo dodržovalo „standardy“ létajících talířů a odpovídalo svědectvím.

### Výběr herců
Christian Marin, který hraje četníka Merlota, se tohoto pátého filmu neúčastní, částečně proto, že ho Jean Anouilh požádal, aby hrál La Culotte v Théâtre de l’Atelier, ale také proto, že se domnívá, že „už na tomto tématu udělal všechnu práci“ a že „s pátým nebo šestým filmem by se to točilo v kruhu!“ Jeho postava je nahrazena ekvivalentem, vysokým, hubeným a stejně urostlým četníkem Taupinem, kterého hraje Jean-Pierre Rambal. Jean-Pierre Rambal se objevil v předchozím filmu Jeana Giraulta L’Horoscope (1978) a Louis de Funès si ho všiml během vystoupení v pořadu Aujourd’hui Madame, v čísle věnovaném plachosti, kde ho shledal „impozantním“. Rambal si v dalším filmu svou roli nezopakoval, protože byl příliš zaneprázdněn v divadle, a proto ho nahradil podobný představitel, kterého hrál Patrick Préjean.
Jean Lefebvre sice hrál četníka Fougasse v předchozích čtyřech filmech, ale ani v tomto se neobjevil - produkce ho pro nový film nekontaktovala. Tisk na tuto absenci neopomněl poukázat, neboť již v době vzniku filmů Četník v New Yorku a Četník se žení upozornil na napětí mezi Lefebvrem, Jeanem Giraultem a Louisem de Funèsem. Režisér jasně vysvětlil, že Louis de Funès nechtěl pracovat s lidmi, kteří by mohli na place vytvořit špatnou atmosféru. Postava byla proto nahrazena ekvivalentem, novým komediálním pomocníkem, četníkem Beaupiedem, kterého hrál Maurice Risch. Louis de Funès si Rische vybral poté, co ho hrál ve filmech Grand restaurant pana Septima, Senzační prázdniny a nedávno ve filmu Jeden hot a druhý čehý. V dalším filmu převzal roli Maurice Risch.
Claude Gensac se měla vrátit jako Josépha Cruchot, Ludovicova manželka. Její natáčecí plán byl rozvržen do pouhých tří týdnů, aby mohla v Théâtre de la Ville pod vedením Jeana Mercura zkoušet hru George Bernarda Shawa Dům zlomených srdcí. Nakonec, jen několik dní před začátkem natáčení, ji režisér odmítl pustit. Claude Gensac byla proto narychlo nahrazena Marií Maubanovou, pro kterou byla role „zkrácena a zmenšena“, přičemž její nepřítomnost během velké části filmu byla omluvena dovolenou v Bretani. Herečka, jejíž poslední filmové vystoupení je právě toto, se s Louisem de Funèsem seznámila v roce 1950 při natáčení filmu Pas de week-end pour notre amour. Joséphu si Claude Gensac opět zahrála v následujícím filmu Četník a četnice.
Jacques François nahradil Yvese Vincenta v roli plukovníka.
Za zmínku stojí role Henriho Génèse (majitel restaurace Le Cabanon), Pierra Reppa (majitel garáže) a Lamberta Wilsona (mimozemšťan, který mluví s Beaupiedem), který zde debutoval jako herec.
Serge Brasseur, impozantní místní muž, je najat pro malou roli, v níž ho Cruchot poplácá po zádech.
Micheline Bourdayová nahradila Nicole Vervilovou, která dobrovolně odstoupila od sedmého dílu v roli manželky praporčíka Gerbera Michela Galabrua, v posledních dvou dílech série Četníci.

## Natáčení
Natáčení začíná 15. září 1978 v Saint-Tropez a trvá dvanáct týdnů. Konala se v Saint-Tropez a Gassinu ve Var.
K natáčení byly zapotřebí dva „létající talíře“; jeden v „životní velikosti“, druhý o průměru asi 1,20 m, pouze pro natáčení jeho pádu v přístavu Saint-Tropez. Postavili je, stejně jako interiér četnické stanice, kulisáři společnosti Société française de production (SFP) v Buttes-Chaumont.
V pondělí 9. října 1978 natáčí štáb kaskadérskou scénu s modrým kabrioletem Oldsmobile na náměstí Auguste-Blanqui před policejní stanicí. V této scéně musí Josépha Cruchotová (v podání dublérky Marie Maubanové, třicetileté kaskadérky) za volantem svého Oldsmobilu před kamerami ustoupit Renaultu 16, který přijíždí na náměstí Blanqui. Natáčení probíhá kolem desáté hodiny dopoledne, doprava je přerušena a je zřízena bezpečnostní služba. Kaskadérka jela normálně na náměstí Blanqui, „pak z nějakého důvodu špatně projela zatáčku asi padesát metrů od supermarketu“. Navzdory svým dvanáctiletým zkušenostem kaskadérka „najela na chodník a poté se prudce střetla s vozidlem R16, které měla nechat projet“. Vozidlo nezpomalilo, rozjelo se a nakonec narazilo do sloupu u vchodu do supermarketu Prisunic naproti policejní stanici. Auto smetlo tucet kolemjdoucích. Hasiči, jejichž záchranné středisko je nedaleko, zasáhli rychle a o oběti (včetně kaskadérky) se postaraly čtyři sanitky, které je převezly do nemocnice v Saint-Tropez nebo na kliniku Oasis v Gassinu. Na následky zranění zemřela 82letá Madeleine Montfolletová. François Bernard, 70letý četník ve výslužbě, měl amputované obě nohy. Dne 14. října ve zprávách ve 20:00 na TF1 oznámil moderátor Jean-Claude Bourret, že byli zabiti dva lidé a sedm jich bylo zraněno.
Poškozené vozidlo bylo zaparkováno v karosárně na cestě na Tahiti. Soudce draguignanského státního zastupitelství, který má vyšetřování na starosti, požádal, aby z garáže nebyla vynesena žádná část vozu, aby nedošlo ke zkreslení expertízy vozidla. Produkční tým filmu však chtěl obnovit čelní sklo vozu, aby mohl natočit stejný model během předchozích scén. Podle Louise de Funèse byla příčinou nehody mechanická závada, nikoli chyba kaskadérky při řízení.
Navzdory tragédii natáčení pokračovalo pod tlakem produkce, která si nepřála žádné zpoždění, ale v napjaté atmosféře. V Gassinu pokračovala střelba. Scény plánované v Saint-Tropez jsou pozastaveny a natáčení se přesouvá do Port Grimaud.

## Původní soundtrack
Aby hudba k filmu působila „mimozemsky“, použil Raymond Lefebvre poprvé ve své kariéře syntezátory, tehdy ještě poměrně nový nástroj, který kombinoval s tradiční hudbou, zejména s dechovými nástroji. Stejný „mix“ syntezátorů a tradiční hudby použil i při tvorbě hudby k filmu La Soupe aux choux s podobným námětem.
V roce 1978, ve stejném roce, kdy byl film natočen, vydal Raymond Lefebvre Soul Symphonies n°3, sbírku syntezátorových „experimentů“ s klasickou hudbou. Některá hudba na albu silně připomíná některé skladby ze soundtracku k filmu, pro který by skladatel čerpal hudbu ze svého experimentálního alba. Například syntezátorová transpozice jednoho z čtyřiadvaceti Capriccií pro housle Niccolò Paganiniho (Capriccio Rhapsody) vyústí v silné a znepokojivé téma Encounter of the Fourth Kind. Téma z Koncertu pro čtyři roční období č. 3 (Podzim) Antonia Vivaldiho je napínavým tématem filmu Vetřelci, které zaznívá ve filmech Amplitude Sidereal a The Brigade Splits. Tyto skladby byly realizovány pomocí klávesových počítačů Rocky Mount Instruments (en), Moog IIIp (velký model), ARP Pro/DGX (en), ARP Omni (polyfonní), Korg 1000, Korg 2000 a sekvenceru EMS.
O dva roky později použil Jean Girault píseň Parade à Saint-Tropez jako hudební doprovod k veletrhu ve filmu La Soupe aux choux.

## Obsazení
| Louis de Funès       | strážmistr Cruchot                     |
| Michel Galabru       | rotmistr Gerber                        |
| Guy Grosso           | Tricard                                |
| Maurice Risch        | Beaupied                               |
| Jean-Pierre Rambal   | Taupin                                 |
| Michel Modo          | Berlicot                               |
| Henri Génès          | majitel hospůdky                       |
| France Rumilly       | sestra Klotilda                        |
| Jean-Roger Caussimon | Monsiňor                               |
| Mario David          | zloděj plechovky s olejem              |
| Jacques Francois     | plukovník                              |
| René Berthier        | Berthier, pobočník plukovníka          |
| Maria Mauban         | Josefa Cruchotová                      |
| Micheline Bourday    | paní Gerberová                         |
| Lambert Wilson       | mimozemšťan, který mluvil s Beaupiedem |